# Geoffrey Forrest Hughes
Geoffrey Forrest Hughes (* 12. července 1895 – 13. září 1951) byl Australan, který se zasloužil o rozvoj letectví ve své zemi. Díky 11 potvrzeným vzdušným vítězstvím se řadí mezi letecká esa první světové války.

## Život
Geoffrey byl druhým synem Thomase Hughese, budoucího primátora Sydney. Jeho otec i matka Louisa byli irského původu. Od mládí se silně zajímal o letectví. Během studia se proto v roce 1915 přihlásil do Australian Flying Corps, nebyl však přijat. Studium přerušil a v březnu 2016 odjel do Spojeného království, kde vstoupil do britských armádních vzdušných sil. Na západní frontě pilotoval letouny Armstrong Whitworth F.K.8. V řadách První australské imperiální armády zde sloužil i jeho starší bratr Roger, který zde 11. prosince 1916 zahynul.
Od roku 1918 létal na strojích Bristol F.2 Fighter. Jeho pozorovatelem/střelcem byl Brit Hugh Claye, s nímž dosáhl vítězství v 11 vzdušných soubojích. Dne 13. března 1918 společně s britským letcem Augustem Orlebarem zničili Fokker Dr.I německého pilota Lothara von Richthofena.
Po válce se vrátil ke studiu a v roce 1923 začal pracovat jako právník v rodinné firmě Hughes & Hughes. Jeho velkou zálibou však zůstalo létání, jehož rozvoj v Austrálii podporoval. V letech 1925-34 byl prezidentem Aero Clubu Nového Jižního Walesu.
Geoffrey Hughes zemřel na rakovinu plic ve věku 56 let.